# Ludwig Knickmann
Ludwig Knickmann (* 24. August 1897 in Buer; † 21. Juni 1923 in Marl) war Führer eines Stoßtrupps, der im Abwehrkampf gegen die französische und belgische Ruhrbesetzung zu Sabotageaktionen eingesetzt war. Bei einem Zusammenstoß mit einer belgischen Patrouille am 21. Juni 1923 wurde er angeschossen. Bei der Flucht durch die Lippe ertrank er. Die NS-Propaganda stilisierte ihn zu einem „Märtyrer der Bewegung“.
Foto von Ludwig Knickmann

## Leben
Ludwig Knickmann geboren in Buer – einem heutigen Stadtteil von Gelsenkirchen –, in Westfalen nahm seit 1916 am Ersten Weltkrieg teil. Nach Kriegsende kämpfte er ab 1918, noch vor Aufstellung der Freikorps, mit einem kleinen, bewaffneten Freundeskreis gegen die Machthaber in Buer. Bis 1920 gehörte er Freiwilligen- und Selbstschutzverbänden an. Im November 1922 wurde er Mitglied der NSDAP.
In der Zeit der Ruhrbesetzung war Ludwig Knickmann Gründer und Führer des „Stoßtrupps Buer“. Wie Albert Leo Schlageter beteiligte er sich an Sabotageakten gegen die ins Ruhrgebiet eingerückten französischen und belgischen Besatzungstruppen.
Im Buer unterstützte er seinen Bruder Heinrich August genannt Heinz bei der Organisation des aktiven Abwehrkampfes gegen die feindlichen Besatzungstruppen.

## Tod
An der Lippe bei Marl versuchte Ludwig Knickmann und sein Partner, Karl Jackstien illegal die Grenze zwischen besetztem und unbesetztem Gebiet zu übertreten, eventuell mit dem Ziel des Lebensmittelschmuggels, der wegen der schwierigen wirtschaftlichen Lage im besetzten Gebiet durchaus lukrativ war. Am 21. Juni 1923 war die Entführung des Forstaufsehers Plantiko aus der besetzten Zone geplant.
Am 21. Juni 1923, gegen 8.15 Uhr, überprüfte eine belgische Patrouille in Sickingmühle auf der Chaussee Hamm-Bossendorf an der Wegkreuzung der Straße von Hüls nach der Lippe an dem Kilometerstein 22,3, etwa 120 Meter von der Wirtschaft Johann Baumeister entfernt, die Papiere von Ludwig Knickmann und seines Partners, Karl Jackstien. Nach erfolgter Passkontrolle wollte der Korporal die Taschen nach Waffen durchsuchen und fasste sofort auf die Tasche, worin Knickmann die Pistole trug. Dieser zog aus Angst, er würde misshandelt und bestraft, die Pistole, schoss zwei der Soldaten nieder und verwundete einen dritten schwer. Der vierte Soldat flüchtete in den nahen Wald, wo er das Feuer erwiderte. Hierauf ergriffen Ludwig Knickmann und Karl Jackstien die Flucht in Richtung Lippe. Ludwig Knickmann wurde auf der Flucht in die Schulter getroffen, so dass er von seinem Kameraden Karl Jackstien gestützt werden musste. Er schleppte den Verwundeten bis zur Lippe.
An der Lippe, ganz in der Nähe des Hauses Ostendorf in Lippramsdorf, entkleideten sich beide und ließen sämtliche Sachen, Kleidungsstücke, Pässe und eine Pistole zurück. Dann versuchte Jackstien den Knickmann, der nicht mehr schwimmen konnte, mittels eines Hosenträgers, den er ihm um die Schulter gebunden hatte, durch die Lippe zu ziehen. Nachdem er etwa drei Viertel des Flusses durchschwommen hatte, löste sich das Band, und Knickmann, der sehr geschwächt war, ertrank. Jackstien konnte ihm keine Hilfe leisten, da er selbst durch die übermäßige Anstrengung erschöpft war. Die Hochwasser führende Lippe war zum reißenden Strom geworden und riss den verwundeten Ludwig Knickmann in die Tiefe.
Belgische Soldaten, die die Kleidungsstücke nach etwa einer Stunde fanden, nahmen diese mit. Noch am selben Nachmittag wurden die Täter von einem belgischen Gerichtsoffizier der deutschen Kriminalpolizei gemeldet. Tags darauf begaben sich drei Kriminalbeamten zur Verfolgung der Täter nach Lippramsdorf. Dort stellten sie fest, dass nur einer der Täter durch die Lippe entkommen war. Ludwig Knickmann, der angeschossen war, war in der Lippe ertrunken. Der andere Täter, Karl Jackstien, war nach Dülmen geflüchtet und wurde dort einen Tag später festgenommen.
Die Nationalsozialisten nutzten Ludwig Knickmanns Tod für propagandistische Zwecke. Sie stilisierten ihn zum „Blutzeugen“. In Gelsenkirchen-Buer wurden gar jährliche Knickmann-Gedenkfeiern abgehalten.

## Ehrungen während der Zeit des Nationalsozialismus
Nach Ludwig Knickmann wurden während der NS-Zeit Straßen benannt:

- Im Gelsenkirchener Stadtteil Buer hieß die heutige Horster Straße zwischen Vincke- und Goldbergstraße Ludwig-Knickmann-Straße.[8]
- Im benachbarten Gladbecker Stadtteil Brauck wurde durch Zustimmung des Bauausschusses vom 7. Juli 1933 die Ackerstraße in Knickmannstraße umbenannt. Noch vor dem offiziellen Ende des Zweiten Weltkrieges – Gladbeck war bereits am 29. März 1945 von alliierten Truppen besetzt worden – erhielt sie am 3. Mai 1945 in Erinnerung an eine dort gelegene alte Hofstelle sowie an einen der bedeutenden Söhne der Stadt den Namen Im Linnerott.
- In Düsseldorf wurde die Breite Straße im Stadtzentrum umbenannt in Ludwig-Knickmann-Straße, parallel zur Westseite der heutigen und vormaligen Königsallee, die dann Albert-Leo-Schlageter-Allee hieß und nördlich der Adolf-Hitler-Straße, gequert von der Hermann-Göring-Straße (heute Benrather Straße).
- In Troisdorf wurde zwischen Kirchstraße und Kenntemich-Platz die Straße von 1933 bis 1945 Ludwig-Knickmann-Straße genannt.[9]
- In Bonn hieß der Lievelingsweg von 1935 bis 1945 Ludwig-Knickmann-Straße.[10]
- In Hilden wurde von 1939 bis 1945 die Schützenstraße in Knickmannstraße umbenannt.[5]
- In Duisburg hieß die Karl-Jarres-Straße zeitweise Ludwig-Knickmann-Straße.[11]
- In Bottrop gab es eine Ludwig-Knickmann-Straße.
- In Solingen trug die heutige Eichenstraße den Namen Ludwig-Knickmann-Straße.
- Die Gelsenkirchener NSDAP-Parteizentrale erhielt 1932 den Namen Ludwig-Knickmann-Haus.[12][13]
- Dort wo Knickmann in der Lippe ertrank, wurde am 13. Mai 1934 ein Ehrenmal eingeweiht.[6]
- Die SA-Standarte 137 in Westfalen erhielt am 1. Februar 1933 in Gelsenkirchen den Namen „Standarte Knickmann“.[6]
- Das Reichsarbeitsdienstlager (RAD) 6/165 in Wulfen trug ebenso seinen Namen. Das Lager wurde an der heutigen B 58 zwischen Wulfen und Deuten für 300 Mann eingerichtet und schon im April 1934 feierlich eröffnet. Es hieß zuerst „Stammlager Wulfen des Arbeitsdienstes der NSDAP Ab. 201/6 Wulfen i. W.“ – später „Ludwig-Knickmann-Lager“.[14]
- In Marl gab es ihm zu Ehren ein Denkmal und eine nach ihm benannte Schule.
- Die Reichsluftschutzbund (RLB) Landesgruppenluftschutzschule in Bad Godesberg erhielt den Namen Ludwig-Knickmann-Haus.[1][4]